# ブロンクス物語
『ブロンクス物語/愛につつまれた街』（ブロンクスものがたり あいにつつまれたまち 原題：A Bronx Tale）は、1993年公開のアメリカ合衆国の犯罪映画。ロバート・デ・ニーロ監督。原作はチャズ・パルミンテリによる1989年作の同名の戯曲『ブロンクス物語』。イタリア系アメリカ人の少年が、地元マフィアのボスと知り合い、組織犯罪への誘惑と、正直で勤勉な父との狭間に立ち葛藤しながら成長するさまが描かれる。
戯曲からの映画化に際し多少の改変が加えられた。作者のパルミンテリと監督のデ・ニーロは出演もしている。

## ストーリー
1960年。ブロンクス区・ベルモント。イタリア系アメリカ人の9歳の少年・カロジェロは近所に住むマフィアの一員・ソニーにあこがれ、常に彼の出入りする場所をおとずれ、行動を観察するようになる。父・ロレンツォや母・ロジーナはそんな彼を常に叱る。
ある日、ソニーは交通トラブルが元で襲われた同胞の男・カーマインを守るために白昼の街頭で公然と殺人を犯す。その一部始終を見ていたカロジェロは、ニューヨーク市警に連行され、ソニーと引き合わされての事情聴取を受けるが、彼へのあこがれから黙秘し通す。このことでソニーはカロジェロを気に入り、「C」の愛称で呼ぶようになる。ソニーはバス運転手であるCの父・ロレンツォに、より高給の職を与えようとするが、普通の生活を好み、マフィアを嫌うロレンツォは丁重に断る。一方、Cはひそかにソニー一味が経営するバーで働くようになり、サイコロ賭博にも才能を見せるようになる。部屋の引き出しから大金を見つけたロレンツォがCを叱り、ともにソニーに返金しに行き、毅然と「息子に近付くな」と言い渡す。ロレンツォは「毎朝家を出て働きに行く男のほうがマフィアよりも強いんだ」とCをさとす。
1968年。ソニーはマフィアのボスとなり、17歳になったCは父に内緒でソニーの縄張りに入り浸っていた。その一方で、イタリア系アメリカ人少年たちで構成されるストリートギャングにも参加する。するとソニーはCの身を自分の息子のように心配しだし、「彼らに関わらず学業に専念しろ」と注意する。マフィアであるソニーがギャングを嫌う意味が理解できないCは聞く耳を持たなかった。
ブロンクスの若者社会では、イタリア系ギャングとアフリカ系ギャングの間の緊張が高まり、喧嘩や襲撃が日常化していく。Cは暴力のエスカレートについていけず、ある日、自転車で通行しただけのギャングと無関係のアフリカ系青年・ウィリーたちをCの仲間が襲ったときに彼らをかばう。そんな中、Cは転校生のアフリカ系の少女・ジェーンに一目惚れし、デートに誘う。ソニーはCに高級自動車を貸し与える。約束の夕方に現れたジェーンは、ウィリーを連れて現れる。ウィリーはジェーンの兄だった。ウィリーは「Cが自分を襲った」と明言する。反発したCは思わず差別的な言葉を発する。落胆したジェーンはウィリーとともに去る。Cがソニーの自動車を運転しているところを自宅の窓から見ていたロレンツォは、自動車をソニーに返して帰宅したCを叱るが、口論となり、Cは家を飛び出す。
Cが帰宅したのち、手下のひとりが自動車に爆弾が仕掛けられているのを発見する。Cが暗殺を企てたと合点したソニーはCを呼び出して詰問する。Cは「父のように慕っているソニーに危害を加えるはずがない」と涙ながらに訴え、ソニーはCの仕業でないことを理解する。Cは親子同然に付き合ってきたソニーの態度にショックを受け、あてもなく歩き出す。Cを探していたロレンツォはふたたび息子を救おうと駆け寄るが、ソニーの手下たちに接近を阻まれ、殴り飛ばされる。
同じ夜、Cの所属するイタリア系ギャングたちが、たまり場に生卵を投げつけられた報復として、アフリカ系住民の多く住む地域に火炎瓶を投げつけることを計画する。誘われたCは乗り気でなかったが、無理やり自動車に乗せられる。ソニー一味の自動車が少年たちの自動車に追いつき、制止する。降りてきたソニーがCを引き離し、少年たちにCに関わらないよう警告する。ギャングの自動車は走り去り、Cはソニー一味の自動車で連れ戻される。Cは爆弾騒ぎに続き、またも自分の行動を疑ったソニーをうとんじ、「誰も信用できない人生なんて悲しいよ」と罵倒する。
ジェーンがCのことを待っていた。ジェーンは「ウィリーが八つ当たりから嘘を証言していたことがわかった」と伝え、2人は和解する。2人はイタリア系ギャングたちの計画を止めることを決意して現場に急ぐが、ギャングたちは、割れなかった火炎瓶を自動車の中に投げ返されたことで焼死していた。Cは集まってきたアフリカ系ギャングたちに罵詈雑言を浴びながら、ジェーンを残して現場を去る。Cはソニーがマフィアとしての嗅覚から、本能のままに暴力を行使するギャングの危険性を理解し、Cの命が不当に奪われないようにするために、常にギャングから遠ざけようとしていたのだとさとり、ソニーに感謝を伝えるために彼のいるバーへ急いたが、ソニーはCの面前で後頭部を撃たれ殺害される。犯人は8年前にソニーが殺した男の息子で、爆弾も彼の仕業だった。
ソニーの葬儀が開かれ、沢山の人々が参列するが、Cはその場の誰もがソニーに弔意を持っていないことに気づく。多くの参列者が去った頃、かつてソニーに助けられたカーマインが現れ、街の権力が移ったことを暗示するように「助けが欲しい時は私を呼べ」とCに告げて去る。入れ替わりにロレンツォが現れ、ソニーの遺体に「息子の命を救ったことに感謝する。君を嫌ってはいなかった。カロジェロが急激に大人びていくことに戸惑っていた」と言葉をかける。「C」ことカロジェロは父と和解し、ともに帰宅する。カロジェロは歩きながら、人の愛が無条件であることや、人生が選択ひとつで大きく変わってしまうことなど、経験で得た学びを内省する。

## キャスト
※括弧内は日本語吹替（VHS・HDマスター版DVDに収録）
- ロレンツォ・アネロ - ロバート・デ・ニーロ（佐古正人）
- ソニー - チャズ・パルミンテリ（麦人）
- カロジェロ・アネロ - リロ・ブランカート・ジュニア（英語版）（家中宏）
  - 9歳のカロジェロ - フランシス・キャプラ（亀井芳子）
- ロジーナ・アネロ - キャスリン・ナルドゥッチ（英語版）（堀越真己）
- ジェーン・ウィリアムズ - タラル・ヒックス（英語版）（岡本麻弥）
- カーマイン - ジョー・ペシ（村松康雄）
- クレイジー・マリオ - ルイス・ヴェナリア
- ニッキー・ゼロ - ドメニク・ランバルドッツィ
- ジミー - クレム・カセルタ（小関一）
- エディ - エディ・モンタナーロ（山下啓介）
- ジョジョ - フレッド・フィッシャー（桜井敏治）

## スタッフ
- 監督 - ロバート・デ・ニーロ
- 脚本 - チャズ・パルミンテリ

## 製作

### 企画
1990年、ロサンゼルスで舞台版を鑑賞したデ・ニーロはパルミンテリから自身の監督デビュー作として映画化権を獲得した。自身の子供の頃を基にした脚本の多くをそのまま残したいパルミンテリと共にデ・ニーロは脚本について熟考した。1991年、デ・ニーロのトライベッカ・プロダクションズとサヴォイ・ピクチャーズは双方にとって映画第1作目としてコラボレートした。

### 脚本
デ・ニーロが獲得した映画化権の契約はパルミンテリとの紳士協定で行なわれ、2人は共に映画化脚本の制作に取り掛かった。この契約以前、パルミンテリは自身が脚本の主導権をとること、カルジェロが出会うマフィアのソニー役を自身が演じることを条件にしており、100万ドルにおよぶ契約などの数々の映画化権譲渡を断っていた。この映画の基となった戯曲はパルミンテリの子供時代を描き、父の職業も名前もそのまま、子供の頃に銃撃を目撃するなど、自身の経験に広く影響された一人芝居の脚本となっていたためこだわりが強かった。

### 音楽
1960年代当時のポピュラー音楽が劇伴として多く用いられている。★は日本盤サウンドトラック（エピック ESCA6054）未収録曲。
- ディオン&ザ・ベルモンツ（英語版）『アイ・ワンダー・ホワイ（英語版）』
- クレフトーンズ（英語版）『リトル・ガール・オブ・マイン』
- フランク・シナトラ『Same Old Song and Dance』★
- ボビー・マーシャン&ザ・クラウンズ『ドンチュー・ジャスト・ノウ・イット』★
- マイルス・デイヴィス『フラメンコ・スケッチ』★
- デラ・リース（英語版）『ドント・ユー・ノウ?（英語版）』
- ジェリー・バトラー『フォー・ユア・プレシャス・ラヴ（英語版）』
- ディーン・マーティン『エイント・ザット・ア・キック・イン・ザ・ヘッド（英語版）』
- ドメニコ・モドゥーニョ『Sole Malato』★
- アダム・ウェイド（英語版）『ルビイ（英語版）』★
- ラスカルズ『ア・ビューティフル・モーニング（英語版）』
- アーロン・ネヴィル『テル・イット・ライク・イット・イズ（英語版）』
- ドン・ガードナー（英語版）&ディー・ディー・フォード『アイ・ニード・ユア・ラヴィン（英語版）』★
- ボビー・ワトソン（英語版）『バストーク』 ※書き下ろし
- ジェリー・ナイウッド（英語版）・カルテット『アイ・オンリー・ハヴ・アイズ・フォー・ユー（英語版）』 ※下記曲の新録カバー
- ウィルソン・ピケット『99 1/2』
- トニー・ベネット『ジョアンナが恋する時（英語版）』★
- ジョン・コルトレーン『セイ・イット』★
- ビートルズ『カム・トゥゲザー』★
- ザ・ムーングロウズ『恋の十戒』
- ザ・フラミンゴス（英語版）『アイ・オンリー・ハヴ・アイズ・フォー・ユー』
- ジョー・キューバ（英語版）・セクステット『To Be With You』★
- ジュニア・ウォーカー（英語版）&ザ・オールスターズ『Cleo's Mood』
- オーティス・レディング『Hawg For You』
- ムーディー・ブルース『サテンの夜（英語版）』
- フォー・トップス『恋を求めて（英語版）』
- キンクス『ユー・リアリー・ガット・ミー』★
- ジミ・ヘンドリックス・エクスペリエンス『見張塔からずっと』
- インプレッションズ『アイム・ソー・プラウド』
- クリーム『ストレンジ・ブルー』★
- ジェームス・ブラウン『マンズ・マンズ・ワールド（英語版）』
- ドナルド・バード『クリスト・レデントール（英語版）』
- フランク・シナトラ『ザッツ・ライフ（英語版）』★

### 興行
1993年9月29日に全米公開され、制作費1,000万ドルに対し興行収入1,700万ドルと商業的に大きな成功とはならなかった。しかし出演者たちの演技など批評家からの評判はよく（後述）、パルミンテリは俳優として、デ・ニーロは監督として名声を上げた。

## 評価
批評家から好意的な評価を得ている。Rotten Tomatoesは28レビューのうち96%の高評価を得た。Metacriticは15名の批評家より100点満点中80点を得点し「概ね好評」の評価を得た。
評論家ロジャー・イーバートは4つ星評価をした。
2008年、アメリカン・フィルム・インスティチュートによりギャング映画トップ10にノミネートされた。

### 受賞歴
| 年   | 賞                             | 部門                             | ノミネート者                                                                          | 結果       |
| ---- | ------------------------------ | -------------------------------- | ------------------------------------------------------------------------------------- | ---------- |
| 1994 | キャスティング協会賞           | フィーチャー映画キャスティング賞 | エレン・チェウノウス                                                                  | ノミネート |
| 1994 | ヤング・アーティスト・アワード | 映画助演若手男優賞               | フランシス・キャプラ                                                                  | ノミネート |
| 1996 | ジョーディ・アワード           | 外国人男優賞                     | チャズ・パルミンテリ 『ブロードウェイと銃弾』および『ユージュアル・サスペクツ』と共に | 受賞       |

## ビデオグラム
映画公開後、HBOからVHSおよびCDが、1998年にDVDがリリースされた。DVDは絶版となったが、2010年1月、フォーカス・フィーチャーズからアマゾン限定でDVDが再販された。